# Saut du Doubs

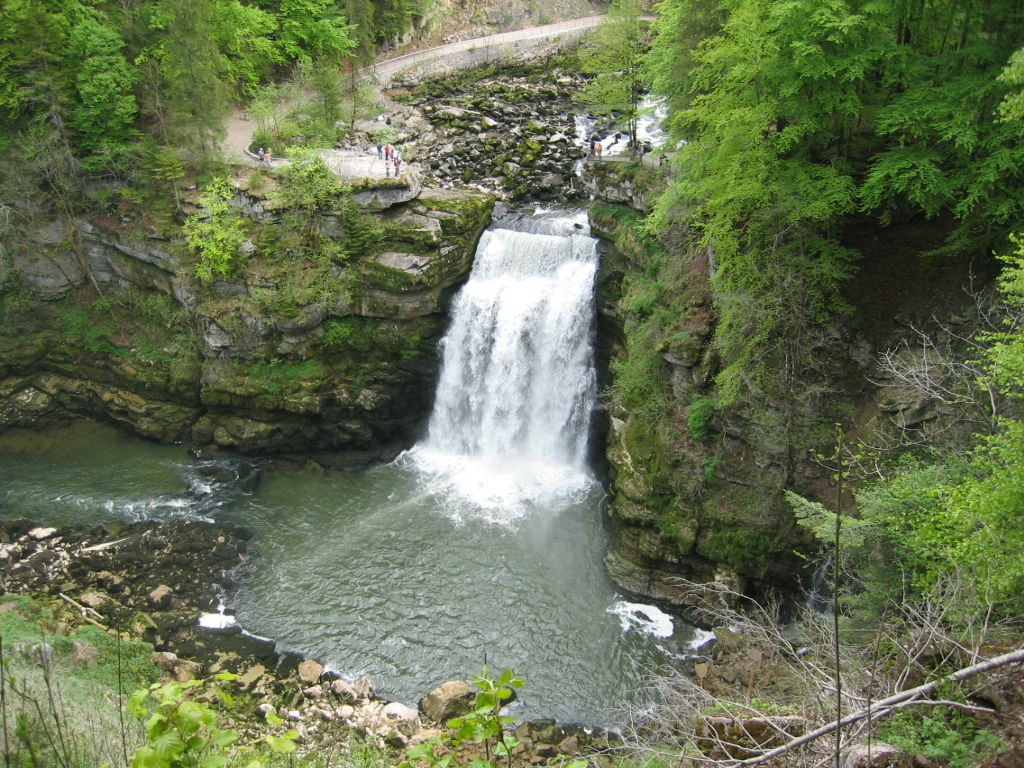
Le Saut du Doubs

Der Saut du Doubs (frz. saut für Fall, früher auch chute du Doubs) ist ein ca. 27 Meter hoher Wasserfall im Verlauf des Doubs, der hier die Grenze zwischen Frankreich und der Schweiz bildet. Der Wasserfall ist Folge eines paläohistorischen Bergsturzes, der dort vor etwa 14.000 Jahren das enge, schluchtartige Doubstal auffüllte, das  tief in die Kalkformationen des Faltenjura einschneidet. Er befindet sich am unteren Ende der etwa 400 m langen Flussstrecke zwischen dem Lac des Brenets  und dem Stausee Lac de Moron. Der Wasserfall ist nicht sofort ohne Wasser, wenn sich im Sommer der Wasserstand im Lac des Brenets senkt und oberflächlich kein Wasser ausfließt. Dann fließt ihm unterirdisch Wasser zu, das im unteren Teil der Flussstrecke wieder an die Oberfläche kommt.
Auf der französischen Seite, im Nordwesten, befindet sich die Region Franche-Comté, auf Schweizer Seite der Kanton Neuenburg.
Von Les Brenets (Schweiz) oder Villers-le-Lac (Frankreich) ist der Wasserfall zu Fuss in etwa einer Stunde oder mit dem Boot auf dem Lac des Brenets und einer kurzen Strecke zu Fuss in etwa  30 Minuten erreichbar.